# Pierre-Emmanuel Chatiliez
Pierre-Emmanuel Chatiliez, né en 1966, est un storyboarder et illustrateur français pour le cinéma.
Connu en France pour ses dessins de storyboard, notamment pour le cinéma et la publicité, Pierre-Emmanuel Chatiliez s’est imposé au fil des années 1990 comme l’un des principaux consultants visuels œuvrant aux côtés de réalisateurs de longs métrages de fiction.

## Biographie
Avec une filmographie qui comprend plusieurs dizaines de films, Pierre-Emmanuel Chatiliez a accompagné aussi bien des cinéastes français de différents horizons tels que Mathieu Kassovitz (Assassin(s)), Jean Becker (Effroyables Jardins) ou encore Alain Resnais (Les Herbes folles) ; que des réalisateurs américains de blockbusters : Shawn Levy (The Pink Panther), Brett Ratner (Rush Hour 3)…
Ses œuvres numériques bénéficient pour beaucoup de cette expérience cinématographique : la grammaire du film, mais aussi la composition et le format de l’image (cinémascope) se retrouvent en général dans ses peintures virtuelles où le tube de couleur et le pinceau cèdent la place à l’élément photographié. De ce travail artistique, à mi-chemin entre la peinture, le graphisme, et la photographie, se révèle une vision critique et ironique de notre société où les médias se font les apôtres d’un système déshumanisé.

## Storyboard
- 1997 : Assassin(s) de Mathieu Kassovitz.
- 1997 : Barracuda de Philippe Haïm.
- 1997 : Le Marchand de sable de Nicolas Koretzky.
- 1998 : Serial Lover de James Huth.
- 2006 : Cours toujours de Dante Desarthe.
- 2006 : Effroyables Jardins de Jean Becker.
- 2006 : Espace détente de Bruno Solo et Yvan Le Bolloc'h.
- 2006 : Incontrôlable de Raffy Shart.
- 2006 : La Panthère rose de Shawn Levy.
- 2006 : Les Brigades du Tigre de Jérôme Cornuau.
- 2006 : Poltergay de Éric Lavaine.
- 2007 : Rush Hour 3 de Brett Ratner.
- 2008 : Elles et moi de Bernard Stora (tv).
- 2009 : King Guillaume de Pierre-François Martin-Laval.
- 2009 : Le Concert de Radu Mihaileanu.
- 2009 : Les Herbes folles d'Alain Resnais.
- 2009 : Lucky Luke de James Huth.
- 2009 : OSS 117 : Rio ne répond plus de Michel Hazanavicius.